# Бостонский кремовый пирог

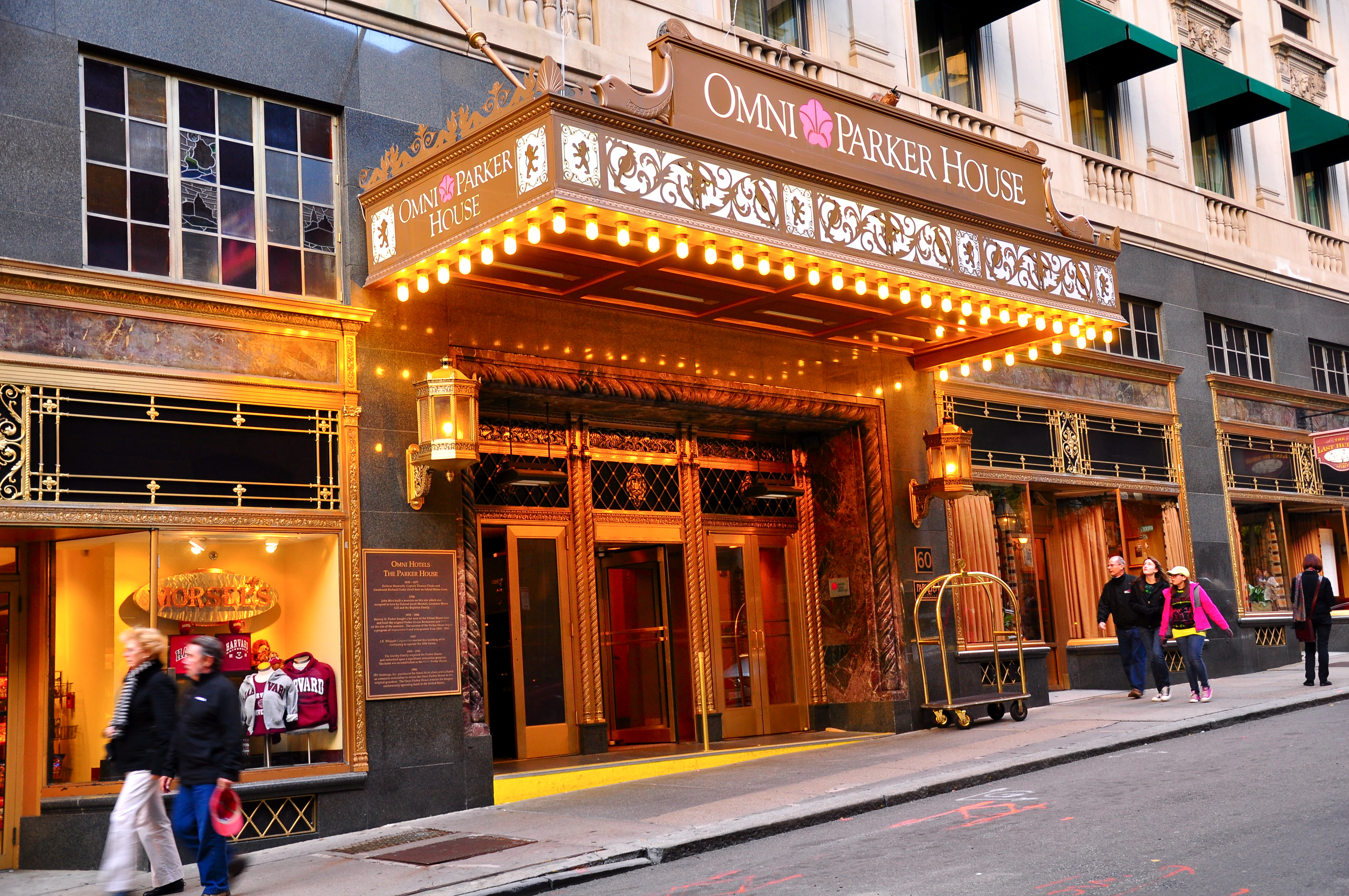
Отель Parker House в Бостоне. Фотография 2010 года

Бостонский кремовый пирог (англ. Boston cream pie) — американский десерт, торт, состоящий из двух бисквитных коржей, прослоенных заварным кремом и политый шоколадной глазурью.

## История
Как утверждают владельцы бостонского отеля «Parker House» (старейший действующий отель в Соединенных Штатах, открылся 8 октября 1855 года), бостонский кремовый пирог был создан в 1881 году французским шеф-поваром, который руководил кухней отеля с 1865 по 1881 год. Торт состоял из двух слоев французского бисквита с прослойкой из заварного крема; верхний слой был покрыт шоколадной глазурью.
Название «Шоколадный кремовый пирог» было впервые упомянуто в «Методистском альманахе» (англ. «Methodist Almanac») в 1872 году. Термин «Бостонский кремовый пирог» был впервые использован в кулинарной книге «англ. Granite Iron Ware Cook Book» в 1878 году. Современный вариант рецепта впервые был опубликован в «Кухонном помощнике мисс Парлоа» (англ. Miss Parloa’s Kitchen Companion) в 1887 году, где он был назван «Шоколадно-кремовым пирогом».
С 12 декабря 1996 года Бостонский кремовый пирог является официальным десертом штата Массачусетс.

## Варианты
Бостонский кремовый пончик — пончик-берлинер, заполненный ванильным заварным кремом или кремом патисьер (фр. crème pâtissière) и покрытый шоколадной глазурью. Такой пончик в США можно приобрести в ряде сетевых ресторанов, в частности, в «Dunkin’ Donuts».

## В искусстве
В романе Айры Левин «Ребёнок Розмари» (1967) главная героиня на ужине у Кастеветов пробует именно Бостонский кремовый пирог, после чего ей становится плохо и она зачинает дитя дьявола.